# استان پادووا
استان پادووا (به ایتالیایی: Province di Padua) استانی در شمال شرقی کشور ایتالیا است. پادووا در منطقهٔ ونتو قرار دارد و مرکز آن شهر پادووا است. مساحت این استان ۲٬۱۴۲ کیلومترمربع و جمعیت آن طبق سرشماری سال ۲۰۱۱ میلادی، تقریباً ۹۲۱٬۶۵۹ نفر بوده است.